# Syllimnophora integra
Syllimnophora integra är en tvåvingeart som först beskrevs av Stein 1911.  Syllimnophora integra ingår i släktet Syllimnophora och familjen husflugor.
Artens utbredningsområde är Bolivia. Inga underarter finns listade i Catalogue of Life.